# Монопольное право
Монопольное право — исключительное право на осуществление какого-либо вида деятельности.

## История
В Древнем Египте во II тысячелетии до н. э. только жрецы и фараон имели право продавать ткани за границу. Также действовало монопольное право на проведение банковских операций.
У русского дворянства было монопольное право на владение населенными имениями и на винокурение.
Свобода выпуска банковых билетов в Европе постепенно ограничивалась, по мере подчинения этих выпусков правительственной регламентации. Вначале эмиссионным правом пользовались мелкие банки, которые осуществляли свою работу наравне с крупными банками. Затем привилегии были расширены и за крупными банками закрепилось монопольное право выпуска банкнот. Так стали работать привилегированные центральные банки, у которых было исключительное право выпуска банковых билетов.
Благодаря патентам изобретатели поддерживают свое монопольное право на производство и продажу своих изобретений на протяжении 20 лет.
В XVIII—XIX веке аптеки были преимущественно частными. Когда спрос на лекарства вырос, аптеки не могли удовлетворить спрос на лекарства, как результат они лишились монопольного права на приготовление лекарств.
Правительства почти всех стран «Большой десятки» обладают монопольным правом на чеканку монет, тогда как у центрального банка было исключительное право на эмиссию банкнот.